# Saint-Oyen (Aostatal)
Saint-Oyen ist eine italienische Gemeinde in der autonomen Region Aostatal. Die Gemeinde zählt 194 Einwohner (Stand 31. Dezember 2023), liegt auf der orographisch linken Seite der Dora Baltea auf einer mittleren Höhe von 1373 m s.l.m. und verfügt über eine Größe von 9 km².
Die Nachbargemeinden heißen Bourg-Saint-Pierre (Schweiz), Étroubles, Gignod und Saint-Rhémy-en-Bosses.

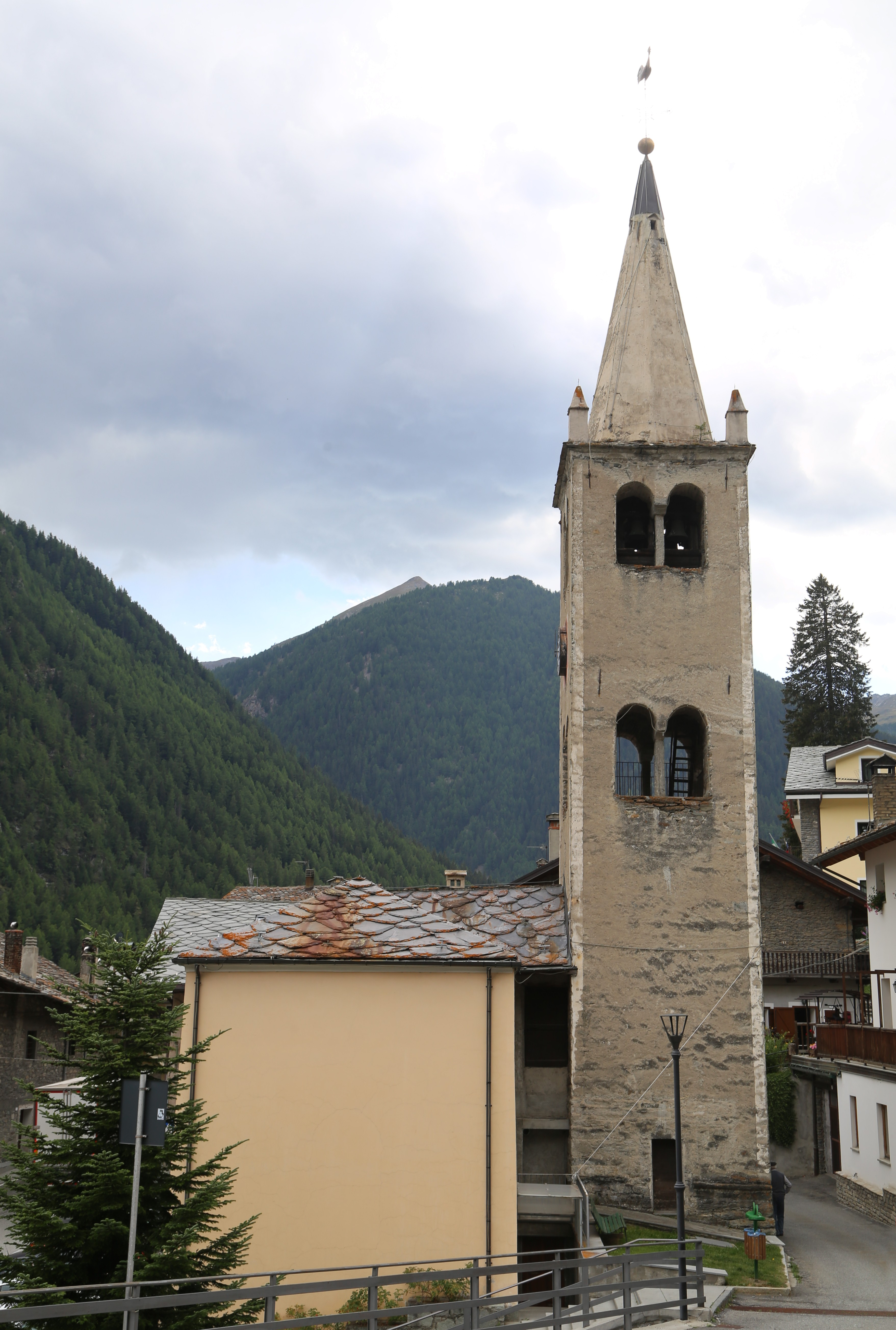
Eugenduspfarrkirche

Saint-Oyen liegt an der Straße zum Grossen St. Bernhard. Teile der alten Römerstraße Via Francigena sind in der näheren Umgebung noch zu sehen.
Von 1939 bis 1946 trug das Dorf den italianisierten Namen Sant'Eugendo.